# Neotachycines politus
Neotachycines politus är en insektsart som beskrevs av Sugimoto, M. och Ichikawa 2003. Neotachycines politus ingår i släktet Neotachycines och familjen grottvårtbitare.

## Underarter
Arten delas in i följande underarter:
- N. p. tominagai
- N. p. politus